# Bojary (sielsowiet Pirogańce)
Bojary (biał. Баяры; ros. Бояры) – wieś na Białorusi, w obwodzie grodzieńskim, w rejonie werenowskim, w sielsowiecie Pirogańce, przy linii kolejowej Lida – Bieniakonie. Od wschodu sąsiaduję z Werenowem.
W dwudziestoleciu międzywojennym leżały w Polsce, w województwie nowogródzkim, w powiecie lidzkim, do 11 kwietnia 1929 w gminie Bieniakonie, następnie w gminie Werenów. Po II wojnie światowej w granicach Związku Sowieckiego. Od 1991 w niepodległej Białorusi.